# Friedrich Karl Lippert (Musiker)
Friedrich Karl Lippert (* 1758 in Neuburg an der Donau; † 27. Mai 1803 in Wien) war ein deutscher Sänger (Tenor) und Schriftsteller.

## Leben
Friedrich Karl Lippert erhielt nach Eduard Bernsdorf und Julius Schladebach  seine Gesangsausbildung in Wien, wo er auch 1783 debütiert habe. Laut Hermann Mendel stand er 1783 in Frankfurt am Main in einer Inszenierung der Oper Die Entführung aus dem Serail als Belmonte das erste Mal auf der Bühne. 1788 erhielt er ein Engagement für das königliche Nationaltheater in Berlin. Hier hatte er besondere Rechte. Er konnte den Musikdirektoren Johann Frischmuth und Johann Christoph Schultze „die Tempi und Schweregrade vorschreiben“, Ensemblestücke miteinstudieren und seine Rollen selbst bestimmen. Daher sang er bald ebenso häufig Bass- wie Tenorpartien. So sang er den Grafen Almaviva in Die Hochzeit des Figaro, 30-mal, den Don Giovanni, Sarastro in Die Zauberflöte und den Orestes in Iphigenia in Tauris von Christoph Willibald Gluck. Er schrieb das Libretto zu dem Singspiel Der dreifache Liebhaber. Nach Bernsdorf und Schladebach kehrte er nach einer größeren Deutschlandtournee 1796 nach Wien zurück. Nach Hermann Mendel ging er 1798 an die Wiener Hofoper. Lippert heiratete die Sopranistin Karoline Werner (* 1775 in Berlin), die als Königin der Nacht in Die Zauberflöte und Donna Elvira im Don Giovanni in Berlin auftrat.

## Werke (Auswahl)

### Libretti
- Der dreifache Liebhaber. Singspiel in zwei Aufzügen. Vertont von Friedrich Ludwig Æmilius Kunzen. Aufgeführt in Berlin am 3. Februar 1791[2] RISM ID: 150203021
- Der Marktschreyer. Ein komisches Singspiel in einem Aufzuge. In Musik gesetzt von Franz Xaver Süßmayr. Uraufführung am k. u. k. Hoftheater am 1. August 1799[Digitalisat 1][3]
- Gülnare oder die persische Sklavin. Ein komisches Singspiel in einem Aufzuge. In Musik gesetzt von Franz Xaver Süßmayr. Uraufführung am k. u. k. Hoftheater am 5. Juli 1800[Digitalisat 2]

## Digitalisate
1. ↑  Der Marktschreyer als Digitalisat im Münchener Digitalisierungszentrum der Bayerischen Staatsbibliothek
2. ↑  Gülnare oder die persische Sklavin. als Digitalisat im Münchener Digitalisierungszentrum der Bayerischen Staatsbibliothek